# Projektportfolio
Unter Projektportfolio wird eine Menge von Projekten verstanden, die gemeinsam koordiniert (siehe Projektportfoliomanagement) werden, um dadurch für ein Unternehmen einen größeren Nutzen zu stiften, als wenn man diese Projekte unabhängig voneinander betrachten würde.
Es empfiehlt sich, jene Projekte eines Unternehmens zu einem Projektportfolio zu bündeln, die 
- einer Organisation oder einem abgeschlossenen Teil einer Organisation zugeordnet werden können,
- vergleichbar sind,
- Abhängigkeiten zueinander haben (inhaltlich, ressourcenmäßig, auftraggebermäßig),
- integriert betrachtet Synergien und Potenziale ergeben.

Vom Projektportfolio zu unterscheiden ist das Programm. Während ein Projektportfolio in der Regel ohne zeitliche Begrenzung gebildet wird, umfasst ein Programm konkrete, inhaltlich stark abhängige Projekte und ist mit deren Abschluss in der Regel ebenfalls beendet.